# Heaven Up Here
Heaven Up Here — другий студійний альбом англійської групи Echo & the Bunnymen, який був випущений 30 травня 1981 року.

## Композиції
1. Show of Strength – 4:50
2. With a Hip – 3:16
3. Over the Wall – 5:59
4. It Was a Pleasure – 3:12
5. A Promise – 4:08
6. Heaven Up Here – 3:45
7. The Disease – 2:28
8. All My Colours – 4:06
9. No Dark Things – 4:27
10. Turquoise Days – 3:51
11. All I Want – 4:09

## Учасники запису
- Іен Маккаллох — вокал, гітара
- Уїлл Сарджент — гітара
- Лес Паттінсон — бас гітара
- Піт де Фрейтас — ударні